# Courcelles-en-Bassée
Courcelles-en-Bassée är en kommun i departementet Seine-et-Marne i regionen Île-de-France i norra Frankrike. Kommunen ligger i kantonen Montereau-Fault-Yonne som tillhör arrondissementet Provins. År 2022 hade Courcelles-en-Bassée 214 invånare.

## Befolkningsutveckling
Antalet invånare i kommunen Courcelles-en-Bassée
| Referens: INSEE |